# حساء ايجوسي

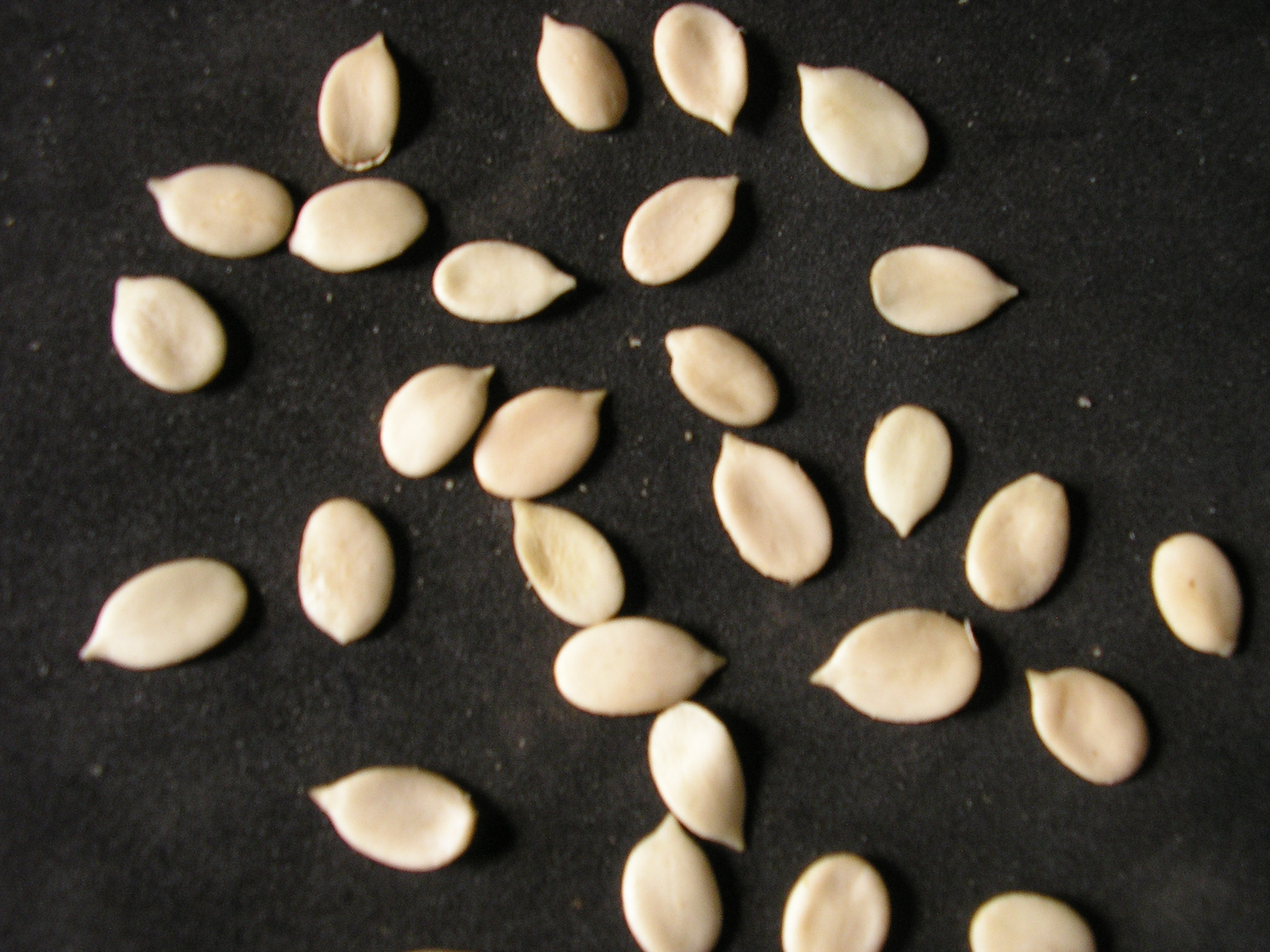
البذور المستخدمة في هذا الحساء

حساء ايجوسي هو حساء محضر من بذور ايجوسي كمكون أساسي. بذور ايجوسي هي البذور الغنية بالدهون والبروتين لبعض نباتات القرعيات (القرع والبطيخ). حساء ايجوسي شائع ومنتشر في جميع أنحاء وسط إفريقيا ، ويمكن تقديمه فوق الأرز أو الخضار المطبوخة أو اللحوم المشوية ، مثل الماعز أو الدجاج أو اللحم البقري أو السمك. يمكن أيضًا تقديمه فوق الفوفو ، والعجة ، والأمالا ، والإيبا ،. يُستهلك حساء ايجوسي أيضًا في غرب إفريقيا ، أحيانًا مع الدجاج.

## التحضير
يتم تحضيره عن طريق طحن بذور ايجوسي ، والتي يتم تكوين عجينة منها. هناك طريقتان لتحضير شوربة ايجوسي:
1. طريقة القلي: في هذه الطريقة ، يُقلى معجون البطيخ المطحون (معجون ايجوسي) في زيت النخيل قبل إضافة المكونات الأخرى.
2. طريقة الغليان: عند استخدام هذه الطريقة ، يمكنك إضافة كتل صغيرة من عجينة البيض إلى الماء المغلي وكسرها باستخدام ظهر مغرفة بعد الطهي لمدة 10 دقائق.
قد تشمل مكونات الحساء الطماطم , البصل . الفلفل الحار وزيت الطهي مثل زيت النخيل . في بعض الأحيان يتم استبدال بذور اليقطين بدلا من بذور ايجوسي.

## أطباق مماثلة
حساء ايجوسي هو نوع من الحساء المكثف بالبذور المطحونة وشائع في غرب إفريقيا ، مع تنوع محلي كبير. إلى جانب البذور والماء والزيت ، يحتوي حساء ايجوسي عادة على أوراق الخضار والخضروات الأخرى والتوابل واللحوم .